# Diskusfadenelfe
Die Diskusfadenelfe (Discosura longicaudus, Syn. Discosura longicauda) oder Diskuselfe ist eine Vogelart aus der Familie der Kolibris (Trochilidae). Die Art hat ein großes Verbreitungsgebiet, das etwa 1.900.000 Quadratkilometer in den südamerikanischen Ländern Venezuela, Guyana, Suriname, Französisch-Guayana und Brasilien umfasst. Der Bestand wird von der IUCN als „nicht gefährdet“ (least concern) eingeschätzt. Es ist bisher keine Unterart der Diskusfadenelfe bekannt. Die Art gilt deshalb als monotypisch.

## Merkmale

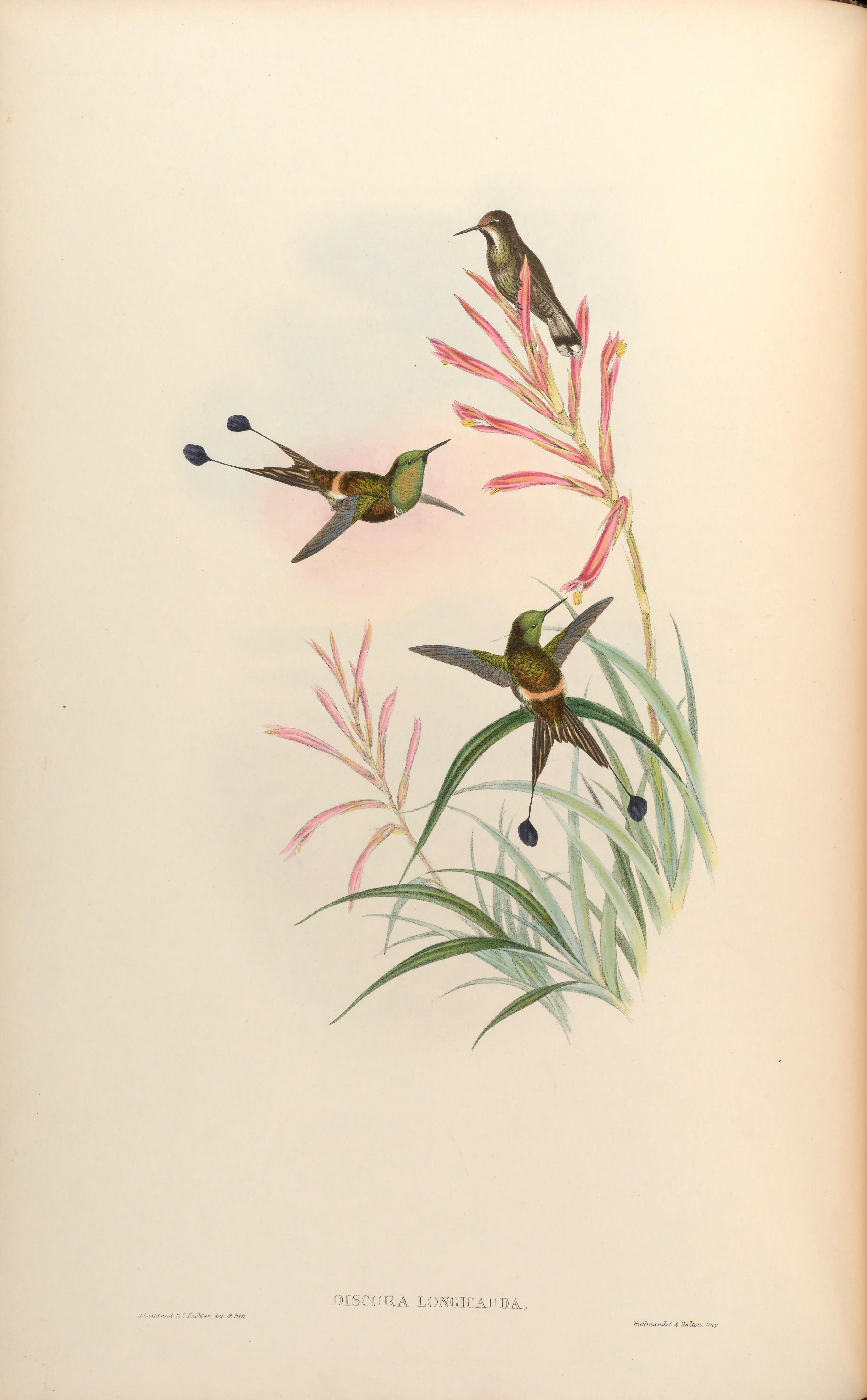
Diskusfadenelfe bei John Gould gemalt von Henry Constantine Richter

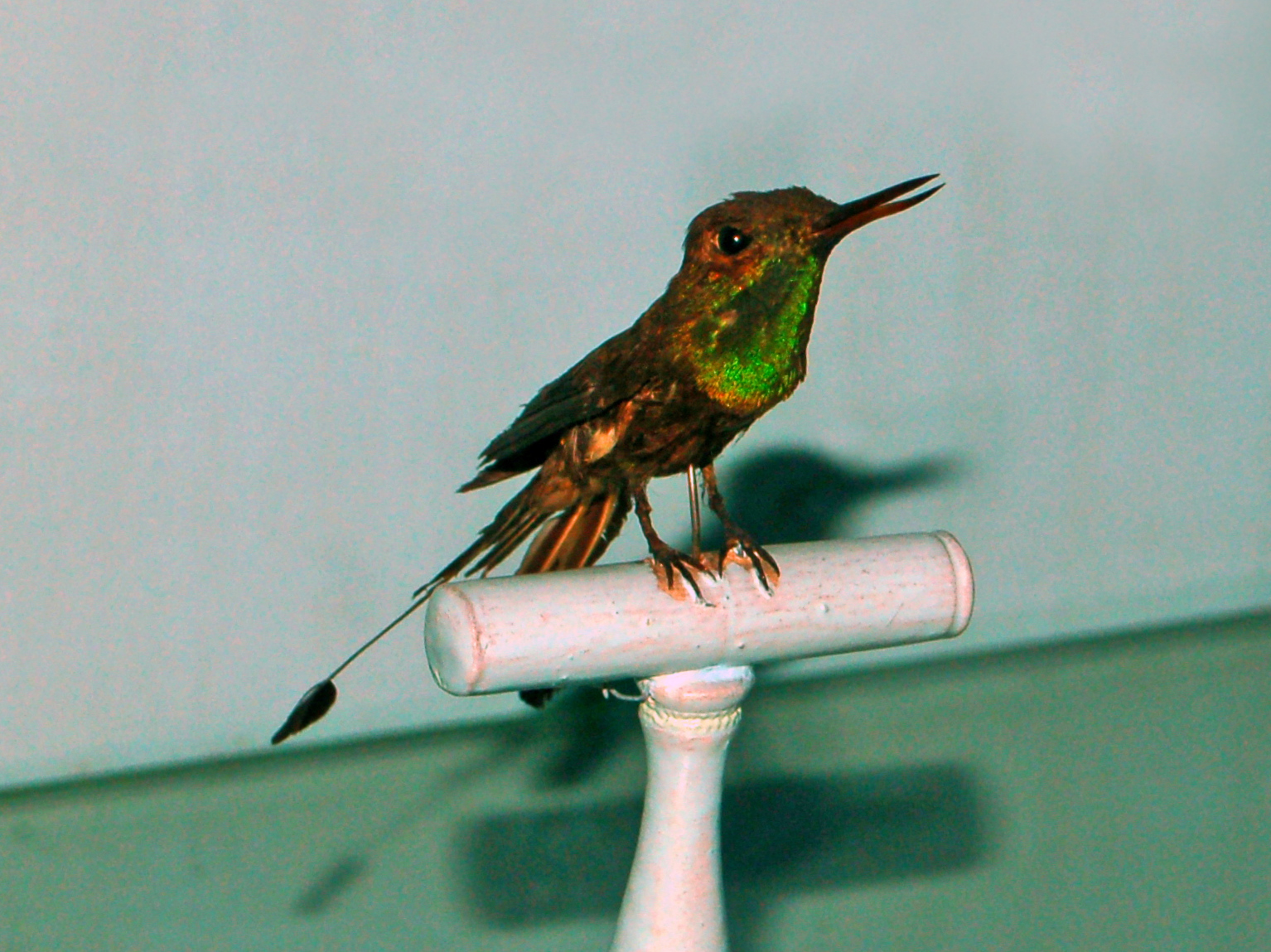
Präparat der Diskusfadenelfe

Die männliche Diskusfadenelfe hat eine Körperlänge von etwa 10,2 cm, während das Weibchen nur 6,9 cm groß wird. Beide haben ein Gewicht von ca. 3,4 g. Beim gegabelten violetten Schwanz des Männchens sind die beiden äußeren Steuerfedern mit ca. 5 cm sehr viel länger als die inneren. An den Enden dieser beiden Steuerfedern befinden sich zwei sogenannte schwarzviolette Flaggen. Die Krone, der Hals und der obere Brustteil sind glänzend smaragdgrün. Der untere Teil der Brust ist kupfergold und wird am Bauch weiß. Der Rücken funkelt grün und hat ein gelbbraunes weißliches Band am Bürzel. Das Weibchen hat keine so glitzernden grünen Federn. Die Oberseite ist ähnlich wie beim Männchen und hat ebenfalls ein gelbbraunes weißliches Band am Bürzel. Die schwarze Kehle ist seitlich weiß gesäumt. Die Brust glänzt grün und wird am Bauch gelblichbraun weiß. Der ebenfalls gegabelte Schwanz erreicht eine Länge von ca. 2,5 cm, hat aber am Ende keine Flaggen. Er ist grau mit einem deutlichen violetten subterminalen Bereich. Die Außenfedern haben weiße Sprenkel.

## Verhalten
Meist sieht man Diskusfadenelfen in den Baumkronen hapaxanther Pflanzen, wo sie zusammen mit anderen Kolibriarten Nektar sammeln. Häufig rauben sie den Nektar von größeren territorialen Kolibris, und es kommt nicht selten vor, dass sie von diesen fort gescheucht werden. Ihr Flug ist relativ langsam und gleicht dem der Bienen. Sehr oft sitzen sie auf den Zweigen im äußeren Bereich von Baumkronen. Unter anderem fliegen sie die Blüten von Inga-Arten und Cashew an.

## Verbreitung und Lebensraum

Verbreitungsgebiet der Diskusfadenelfe

Der Vogel bewegt sich in der tropischen Zone. So ist er vorzugsweise an Flüssen des Regenwalds zu beobachten. Meist ist er an Waldrändern und Sekundärwald zu beobachten. Sie bewegen sich in Höhen bis zu 400 Metern, meist aber nur bis 200 Meter im zentralen und westlichen Teil des venezolanischen Bundesstaates  Amazonas. In Brasilien findet man sie im Norden und Osten des Landes.

## Etymologie und Forschungsgeschichte
Johann Friedrich Gmelin verwendete das Protonym Trochilus longicaudus. Erst später wurde die Diskusfadenelfe der neuen Gattung Discosura von Charles Lucien Jules Laurent Bonaparte zugeschlagen. Der Name Discosura leitet sich von den griechischen Wörtern δίσκος dískos für „Platte, Scheibe“ und ουρά ourá für „Schwanz“ ab. Das Artepitheton longicaudus ist lateinischen Ursprungs und stammt von den Wörtern longus für „lang“ und cauda für „Schwanz“ ab.